# 耻 (长篇小说)
《耻》（英語：Disgrace），是南非英語作家约翰·马克斯韦尔·库切的长篇小说。
该書1999年出版後荣获該年布克奖。

## 主题和风格
《耻》描述南非白人教授的女儿被南非黑人抢劫并且强奸，深切揭露了南非社会的顽疾“种族歧视”制度，书名“耻”，包括道德之耻，个人之耻，历史之耻等。

## 译著
简体中文版本2003年由譯林出版社出版，由翻译家张冲、郭整风翻译。
台灣繁體中文版2000年由天下文化出版，孟祥森（孟東籬）翻譯，書名《屈辱》。2025年台灣堡壘文化出版張茂芸翻譯的新譯本，書名《可恥》。